# Ardisia ophirensis
Ardisia ophirensis är en viveväxtart som beskrevs av Carl Christian Mez. Ardisia ophirensis ingår i släktet Ardisia och familjen viveväxter. Inga underarter finns listade i Catalogue of Life.